# 李·詹姆斯
李·詹姆斯（英語：Lee James，1953年10月31日—2023年2月18日），美国男子举重运动员。他曾代表美国参加1976年夏季奥林匹克运动会举重比赛，获得男子90公斤级银牌。他也曾参加1975年泛美运动会。